# Navelim (ort i Indien, South Goa)
Navelim är en ort i Indien.   Den ligger i distriktet South Goa och delstaten Goa, i den sydvästra delen av landet, 1 500 km söder om huvudstaden New Delhi. Navelim ligger 16 meter över havet och antalet invånare är 11 014.
Terrängen runt Navelim är huvudsakligen platt, men åt sydost är den kuperad. Terrängen runt Navelim sluttar västerut. Runt Navelim är det tätbefolkat, med 331 invånare per kvadratkilometer. Närmaste större samhälle är Madgaon, 2,0 km nordväst om Navelim. I omgivningarna runt Navelim växer huvudsakligen savannskog.